# Dendrophryniscus organensis
Dendrophryniscus organensis es una especie de anfibio anuro de la familia Bufonidae.

## Distribución geográfica
Esta especie es endémica del estado de Río de Janeiro en Brasil. Se encuentra en Teresópolis a 1050 metros sobre el nivel del mar en la Serra dos Órgãos.

## Etimología
El nombre de la especie está compuesto de organ[s] y del sufijo latino -ensis que significa "que vive, que habita", y se le dio en referencia al lugar de su descubrimiento, la serra dos Órgãos.

## Publicación original
- Telles de Carvalho-e-Silva, Mongin, Izecksohn & Potsch de Carvalho-e-Silva, 2010: A new species of Dendtrophryniscus Jimenez-de-la-Espada from the Parque Nacional da Serra dos Orgaos, Teresepolis, State of Rio de Janeiro, Brazil (Amphibia, Anura, Bufonidae). Zootaxa, n.º 2632, p. 46-52.[3]